# Championnat d'Italie masculin de water-polo
Le championnat d'Italie de water-polo masculin ou Serie A1 est une compétition annuelle opposant les meilleurs clubs de water-polo d'Italie. Il est organisé par la Fédération italienne de natation.
Les championnats masculins inférieurs sont répartis en trois divisions : A2, B et C.

## Clubs de l'édition 2021-2022
| Clubs                      | Piscines                                | Villes              | Bassin | Capacités |
| -------------------------- | --------------------------------------- | ------------------- | ------ | --------- |
| AN Brescia                 | Centro natatorio Mompiano               | Brescia             |        | 800       |
| Anzio Waterpolis           | Piscina Comunale di Anzio               | Anzio               |        | 500       |
| AS Nuoto Catane            | Piscina Francesco Scuderi               | Catane              |        | 1 000     |
| Lazio Rome                 | Stade nautique olympique de Rome        | Rome                |        |           |
| Waterpolo Milan Metanopoli | Bocconi Sport Center                    | San Donato Milanese |        |           |
| CC Ortigia Syracuse        | Piscina Paolo Caldarella                | Syracuse            |        | 1 300     |
| CC Posillipo Naples        | Piscine Felice Scandone                 | Naples              |        | 4 500     |
| Pro Recco                  | Piscina Punta Sant'Anna                 | Recco               |        |           |
| SC Quinto Gênes            | Piscina Marco Paganuzzi                 | Gênes               |        |           |
| AS Rome                    | Stade nautique olympique de Rome        | Rome                |        |           |
| RN Salerne                 | Piscina Simone Vitale                   | Salerne             |        | 450       |
| RN Savone                  | Piscina Carlo Zanelli                   | Savone              |        | 1 300     |
| Telimar Palerme            | Piscina olimpionica comunale di Palermo | Palerme             |        | 1 000     |
| Pallanuoto Trieste         | Polo Natatorio "Bruno Bianchi"          | Trieste             |        | 3 000     |

## Palmarès masculin
- 1912 : Genoa
- 1913 : Genoa
- 1914 : Genoa
- 1915 à 1918 : non organisé
- 1919 : Genoa (4)[1]
- 1920 : Rari Nantes Milano (1)
- 1921 : Andrea Doria
- 1922 : Andrea Doria
- 1923 : Sturla (1)
- 1924 : non organisé
- 1925 : Andrea Doria
- 1926 : Andrea Doria
- 1927 : Andrea Doria
- 1928 : Andrea Doria
- 1929 : US Triestina (1)
- 1930 : Andrea Doria
- 1931 : Andrea Doria (8)
- 1932 : Rari Nantes Milano (2)
- 1933 : Rari Nantes Florentia
- 1934 : Rari Nantes Florentia
- 1935 : Rari Nantes Camogli
- 1936 : Rari Nantes Florentia
- 1937 : Rari Nantes Florentia
- 1938 : Rari Nantes Florentia
- 1939 : Rari Nantes Napoli
- 1940 : Rari Nantes Florentia
- 1941 : Rari Nantes Napoli
- 1942 : Rari Nantes Napoli
- 1943 à 1945 : non organisé
- 1946 : Rari Nantes Camogli
- 1947 : Canottieri Olona (1)
- 1948 : Rari Nantes Florentia
- 1949 : Rari Nantes Napoli
- 1950 : Rari Nantes Napoli
- 1951 : Circolo Canottieri Napoli
- 1952 : Rari Nantes Camogli
- 1953 : Rari Nantes Camogli
- 1954 : Roma (1)
- 1955 : Rari Nantes Camogli
- 1956 : Società Sportiva Lazio (1)
- 1957 : Rari Nantes Camogli (6)
- 1958 : Circolo Canottieri Napoli
- 1959 : Pro Recco
- 1960 : Pro Recco
- 1961 : Pro Recco
- 1962 : Pro Recco
- 1963 : Circolo Canottieri Napoli
- 1964 : Pro Recco
- 1965 : Pro Recco
- 1966 : Pro Recco
- 1967 : Pro Recco
- 1968 : Pro Recco
- 1969 : Pro Recco
- 1970 : Pro Recco
- 1971 : Pro Recco
- 1972 : Pro Recco
- 1973 : Circolo Canottieri Napoli
- 1974 : Pro Recco
- 1975 : Circolo Canottieri Napoli
- 1976 : Rari Nantes Florentia
- 1977 : Circolo Canottieri Napoli
- 1978 : Pro Recco
- 1979 : Circolo Canottieri Napoli
- 1980 : Rari Nantes Florentia (9)
- 1981 : Rari Nantes Bogliasco (1)
- 1982 : Pro Recco
- 1983 : Pro Recco
- 1984 : Pro Recco
- 1985 : Circolo Nautico Posillipo
- 1986 : Circolo Nautico Posillipo
- 1987 : Pescara Pallanuoto
- 1988 : Circolo Nautico Posillipo
- 1989 : Circolo Nautico Posillipo
- 1990 : Circolo Canottieri Napoli (8)
- 1991 : Rari Nantes Savona
- 1992 : Rari Nantes Savona
- 1993 : Circolo Nautico Posillipo
- 1994 : Circolo Nautico Posillipo
- 1995 : Circolo Nautico Posillipo
- 1996 : Circolo Nautico Posillipo
- 1997 : Pescara Pallanuoto
- 1998 : Pescara Pallanuoto (3)
- 1999 : Assitalia Roma (1)
- 2000 : Circolo Nautico Posillipo
- 2001 : Circolo Nautico Posillipo
- 2002 : Pro Recco
- 2003 : Leonessa Nuoto Brescia (1)
- 2004 : Circolo Nautico Posillipo (11)
- 2005 : Rari Nantes Savona (3)
- 2006 : Pro Recco
- 2007 : Pro Recco
- 2008 : Pro Recco
- 2009 : Pro Recco
- 2010 : Pro Recco[2]
- 2011 : Pro Recco[3]
- 2012 : Pro Recco[4]
- 2013 : Pro Recco
- 2014 : Pro Recco
- 2015 : Pro Recco
- 2016 : Pro Recco
- 2017 : Pro Recco
- 2018 : Pro Recco (32)[5]

## Palmarès
| Squadra                | Titoli | Anni |
| ---------------------- | ------ | --- |
| Pro Recco              | 33     | 1959, 1960, 1961, 1962, 1964, 1965, 1966, 1967, 1968, 1969, 1970, 1971, 1972, 1974, 1978, 1982, 1983, 1984, 2002, 2006, 2007, 2008, 2009, 2010, 2011, 2012, 2013, 2014, 2015, 2016, 2017, 2018, 2019 |
| Posillipo Naples       | 11     | 1985, 1986, 1987, 1988, 1993, 1994, 1995, 1996, 2000, 2001, 2004 |
| RN Florentia           | 9      | 1933, 1934, 1936, 1937, 1938, 1940, 1948, 1976, 1980 |
| SG Andrea Doria        | 8      | 1921, 1922, 1925, 1926, 1927, 1928, 1930, 1931 |
| CC Naples              | 8      | 1951, 1958, 1963, 1973, 1975, 1977, 1979, 1990 |
| RN Camogli             | 6      | 1935, 1946, 1952, 1953, 1955, 1957 |
| RN Naples              | 5      | 1939, 1941, 1942, 1949, 1950 |
| Genoa CFC              | 4      | 1912, 1913, 1914, 1919 |
| CUS D'Annunzio Pescara | 3      | 1987, 1997, 1998 |
| RN Savone              | 3      | 1991, 1992, 2005 |
| RN Milan               | 2      | 1920, 1932 |
| Lazio Rome             | 2      | 1945, 1956 |
| AS Rome                | 2      | 1954, 1999 |
| AN Brescia             | 2      | 2003, 2021 |
| Pallanuoto Trieste     | 1      | 1929 |
| Pallanuoto Sturla      | 1      | 1923 |
| Canottieri Olona       | 1      | 1947 |
| RN Bogliasco           | 1      | 1981 |

## Sources et références
- Palmarès masculin jusqu'en 2006, Fédération italienne de natation, 26 mai 2006 ; page consultée le 2 janvier 2010.
- Palmarès féminin sur Sports123 ; pages consultée le 24 décembre 2009.

1. ↑  Le Genoa Cricket and Football Club Waterpolo cesse son activité à partir de 1922.
2. ↑  « Campionato italiano. Scudetto alla Pro Recco », Fédération italienne de natation, 8 juin 2010.
3. ↑  (it) « Serie A1 maschile Pro Recco campione d'Italia »(Archive.org • Wikiwix • Archive.is • Google • Que faire ?), sur Federazione Italiana Nuoto, 18 mai 2011 (consulté le 8 août 2011).
4. ↑  « Finale scudetto. Ferla Recco sono 26! », Federazione Italiana Nuoto, 20 mai 2012 ; page consultée le 20 mai 2012.